# Albert Heim Hütte
De Albert-Heim-Hütte is een berghut in de Urner Alpen in het kanton Uri nabij het bergdorp Andermatt. De berghut aan de voet van de Tiefengletscher is gelegen nabij de Galenstock op een hoogte van 2.543 meter en is in bezit van de Zwitserse Alpenclub (Duits: Schweizer Alpen-Club, SAC).

## Geschiedenis
De berghut is vernoemd naar de geoloog Albert Heim die tevens erelid was van de SAC. Heim was persoonlijk aanwezig bij de inhuldiging van de berghut in het jaar 1918. Hij mocht zelf de bouwplaats uitzoeken.
Albert Heim startte als geoloog en glacioloog het historisch gletsjeronderzoek aan de Rhônegletsjer (1874-1916) en schreef het historisch boekje Handbuch der Gletscherkunde (1885).